# 慕尼黑自由广场站
慕尼黑自由广场站（德語：U-Bahnhof Münchner Freiheit）是一座慕尼黑地铁3号线和6号线位于施瓦宾-弗莱曼的一座车站，位于吉瑟拉大街站和波恩广场站/迪特林登大街站之间，位于慕尼黑自由广场，地铁3号线和6号线在此分叉，也就是说，乘客最晚需在此站决定继续乘车的方向和线路。